# Macrothele cangshanensis
Espèce
Macrothele cangshanensis est une espèce d'araignées mygalomorphes de la famille des Macrothelidae.

## Distribution
Cette espèce est endémique du Yunnan en Chine,. Elle se rencontre vers Dali de 2 500 m à 2 700 m d'altitude dans les Cangshan.

## Description
Le mâle holotype mesure 12,60 mm.

## Étymologie
Son nom d'espèce lui a été donné en référence au lieu de sa découverte, les Cangshan.

## Publication originale
- Yang, Zhao, Zhang & Yang, 2018 : Two new species of the genus Macrothele from the southwest of China (Mygalomorphae: Macrothelidae). Acta Arachnologica Sinica, vol. 27, no 2, p. 96-102.